# صباح طالب
صباح طالب بطل عراقي دولي وأسيوي ومدرب كمال أجسام.

## ولادته وسيرتهِ

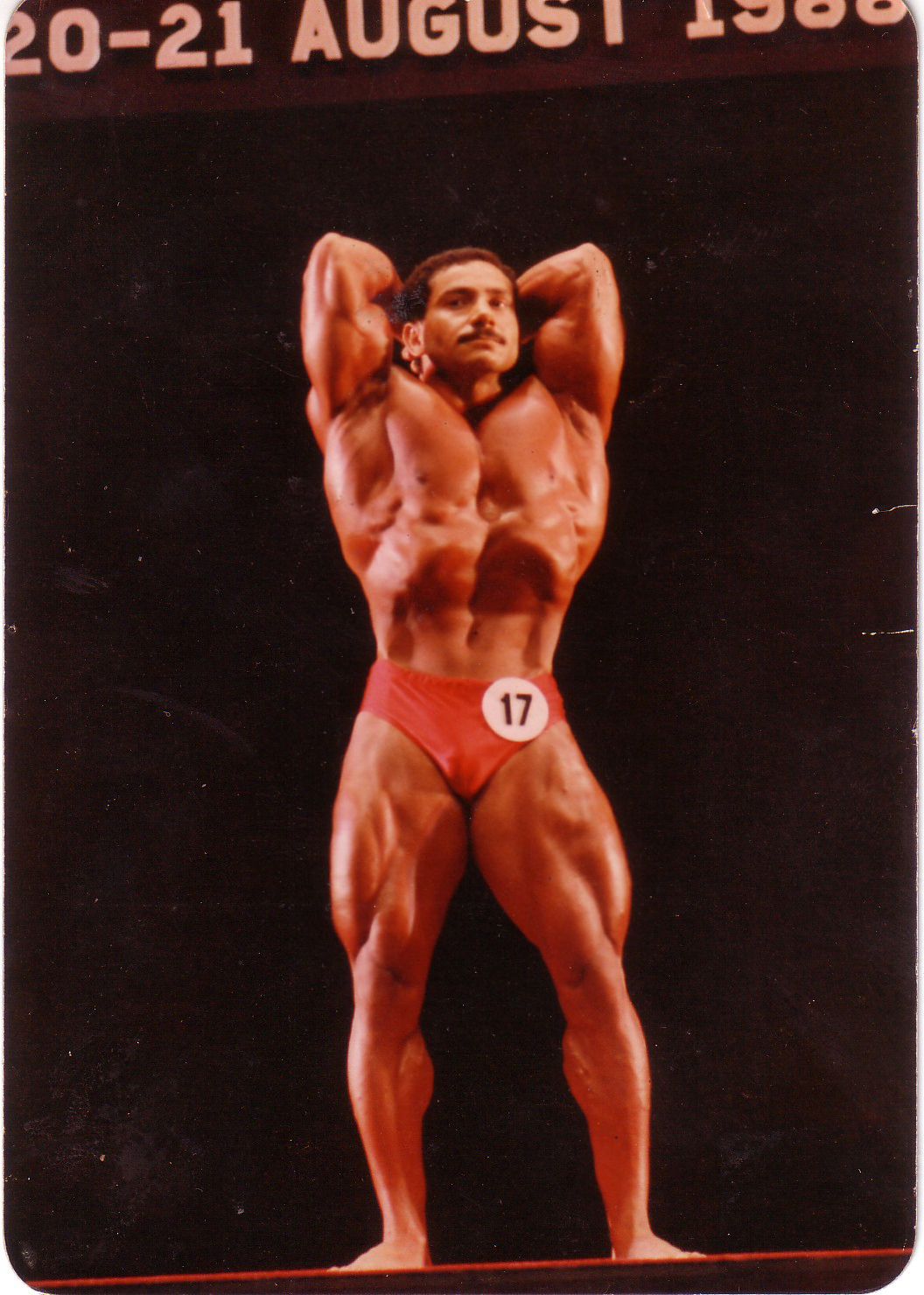

ولد صباح طالب في 10 شباط في بغداد في محلة الشيخ الخلاني في بداية شارع الجمهورية، وكان يعاني في صغرهِ من نحافة شديدة بجسمه، وكان عمره وقتها 13 سنة، وتأثر في ذلك الوقت بأبن خالته فقد كان بطلاً لكمال الأجسام، أما مصدر الإلهام الحقيقي لهُ ورغبته في أن يكون بطلاً فكان من خلال مشاهدتهِ لمجلة نجوم الرياضة وغلافها الذي كان يحمل صورة للبطل الكبير (ارنولد شوارزنيجر)، ومن يومها وقد صمم بينه وبين نفسه أن يكون بطلا برياضة كمال الأجسام
فتوجه على الفور إلى المدرب محمود السعيدي مدرب منتخب العراق لكمال الأجسام في ذلك الوقت بتوصية من أحد أقاربه، لكنه رفض أن يدربه عنده بحجة أن جسمه ضئيل ولن يتحمل تدريبات الأثقال، وكان ذلك صدمة بالنسبة لهُ في أول طريقه الرياضي، لكنه لم ييأس وقابل الأستاذ سعدون الحيدري مدرب الأبطال وقتها، وشاهد جسمه ثم أوصى به وسجله في نادي الشباب الرياضي في بداية عام 1974 والى بداية عام 1977 انتقل إلى نادي النهضة الرياضي في منطقة الكرادة الشرقية، ثم سافر مدربه الأستاذ سعدون وغادر العراق إلى غير رجعة، ومن وقتها صار يدرب نفسه بنفسه، حتى التحاقهِ بنادي الجيش عند أدائه الخدمة العسكرية عام 1979، والذي تخرج منهُ مدربا ثم تخرج على يديهِ العديد من أبطال العرب وأبطال قارة آسيا والعالم للهواة حتى عام 1991.

## الإنجازات
كانت بدايته مع البطولات عام 1976 وهو بعمر 16 سنة، عندما شارك لأول مرة في حياته في بطولة محلية، وكانت بطولة أندية بغداد، وحصل يومها على المركز الثاني لفئة الطول القصير، ثم اشترك عام 1977 ببطولة العراق المفتوحة للمتقدمين، وحصل يومها على المركز الثاني أيضا بوزن 65 كيلو جرام، حتى تم اختياره لتمثيل العراق دولياً وحصل على البطولات التالية:

- المركز الثاني في بطولة أسيا 1980 – جاكرتا.
- المركز الثاني في بطولة أسيا 1981 – ماليزيا.
- المركز الثاني في بطولة أسيا 1986 – تايوان.
- المركز الثاني في بطولة أسيا 1987 – ماليزيا.
- المركز الثالث في بطولة أسيا 1988 – سنغافورة.

وبعد فوزه ببطولة العراق للمتقدمين بوزن 70 كلغ لعام 1990 والتي اقيمت في محافظة أربيل، تم اختياره للمشاركة في بطولة آسيا وبطولة العالم للهواة من نفس العام، لكن نتيجة غزو الكويت في عام 1990، توقف النشاط الرياضي في عموم العراق، وبعدها ترك الاشتراك في البطولات وأعتزل وأعتكف بعيدا عن الرياضة لأسباب شخصية. 

## سيرته كمدرب كمال اجسام[4]
أحترف صباح طالب مهنة تدريب كمال الأجسام وأسس في البداية فريق نادى الجيش لكمال الأجسام عام 1979، حيث كانت اللعبة في الجيش لا وجود لها، ومقتصرة على بعض الألعاب، ثم عين مدربا للمنتخب العسكري للشباب والمتقدمين منذ عام 1979، دخل أول دورة تدريبية / تحكيمية وهو بعمر 19 سنة ومنح شهادة بدرجة مدرب درجة اولى " جيد جدا" ، ثم دخل عام 1982 الدورة الثانية ومنح مدرب درجة اولى " أمتياز " وتفوق على العديد من المدربين والابطال ممن سبقوه في البطولات والتدريب ثم دخل الدورة الثالثة ومنح شهادة " مـدرب دولـي " درجة اولى أمتيـاز " عام 1986 وكان من ضمن لجنة المدربين الكبار في الاتحاد العراقي لكمال الاجسام ،  تخرج على يديه العديد من الأبطال الدوليين الذين مثلوا العراق وحملوا العديد من الأوسمة الذهبية في البطولات الدولية والعالمية امثال احمد الربيعي واحمد النجفي وعباس الهنداوي وعماد جاسم وعزيز عبد الكريم وشيركو علي واسعد حميد وفراس جرجيس وضرغام جار الله وغالبيتهم الآن مدربين على مستوى دولي، ثم ترك فريق الجيش عام 1991، وفي عام 1993 تم تعينه مدربا في نادى الشباب الرياضي الذي بدأ به وكان يقوم بتدريب اغلب الشخصيات من أصحاب المناصب في الدولة، ثم ترك بعدها العراق لأمور خاصة عام 1995، وعمل مدربا في ماليزيا، ثم انتقل إلى عمان وافتتح أشهر الصالات الرياضية هناك وهي (Body Work) و (Fitness One) ثم انتقل إلى الخليج حيث استقر به المطاف في الإمارات وقد تخرج من تحت يديه أيضا العديد من الأبطال الدوليين هناك، حتى عاد إلى العراق في عام 2001 بدعوى أن يشرف على المنتخب الوطني للمتقدمين، لكنه اعتذر لأسباب عديدة، ثم افتتح صالة العاب رياضية كبيرة في بغداد، سميت ب أسم (دار الاجسام الرشيقة) والتي تعد من أكبر وأشهر الصالات التدريبية في العراق لتجهيزها بأحدث المعدات الرياضية، ويشرف عليها بنفسه، كما يعمل لديه مجموعة من المدربين، وقد تخرج منها العديد من الشخصيات الهامة والكبرى بالعراق، وليس على المستوى الرياضي فقط. كما انه يَـعُـــدّ الآن من أفضل المدربين العالميين وله خبرة كبيرة في مجال التدريب والتغذية، وقد ادخل انظمة علمية وحديثة في التدريب أنتجت ابداعا حيث تستخلص في تدريب اللاعب في أفضل انجاز وفي أقصر وقت لكن بجهد أكبر وهذا ما جعله يبتكر الاساليب المتطورة حديثا من ناحية اسلوب التكرارات والمجموعات التدريبية للاعب. بعد الاحتلال الاميريكي وفي عام 2004 عرض عليه التدريب  في كاليفورنيا في احدث الصالات للتدريب  من خلال صديقه آرنولد شوارزنيكر والبطل العالمي داف درابير وهذا الاخير أقترح عليه أيضا ان يشرف على اللاعبين والجاليات العربية والابطال في الصالات التي يمتلكها في سانتا مونياكا في اوقات متفاوته لكنه تعذر رغم الاغراءات المادية والمعنوية وفضل البقاء في العراق ليدير صالته الرياضية والتي تضم العديد من الشخصيات ، كما انه يَعْدُ الآن من أفضل المدربين العالميين وله خبرة كبيرة في مجال التدريب والتغذية. 

## العمل الإداري
أختير عام 1992 " رئيسا " في انتخابات لجنة المدربين رئيس اللجنة التدريبية والعلمية في الاتحاد العراقي المركزي لرفع الاثقال وبناء الاجسام وضم ضمن اللجنة كبار الابطال الدوليين والمدربين نظرا لكفائته التدريبية والعلمية ونشر العديد من الابحاث العلمية في التدريب في الصحف والمجلات العراقية والعربية ومجلة مسل آند فتنس وفلكس وبقي في اللجنة حتى عام 1995 ومنها هاجر خارج العراق ... 
شغل منصب امين عام في الاتحاد العراقي المركزي لبناء الاجسام منذ عام 2005 ولغاية 2008 وكان له الدور الأول والمميز في إعادة العراق إلى حضيرة الاتحاد الاسيوي بعد القطيعة منذ عام 1990، كما ترأس الوفد العراقي لبطولة العرب للشباب والمتقدمين في اليمن عام 2007 والتي احرز فيها العراق بطولة العرب ولأول مرة والاخيرة ب 17وساما ذهبيا وفضيا وهي النتيجة التي لم يحرزها العراق من قبل ولا بعد، كما انه شغل عضو اللجنة الفنية في الاتحاد الاسيوي لبناء الاجسام والتي جرت انتخاباتها عام 2007 . ثم قدم اعفاءا من عمله الإداري نتيجة الفساد المالي والإداري وملفات التزوير الذي ساد انذاك في الاتحاد عام 2008 .

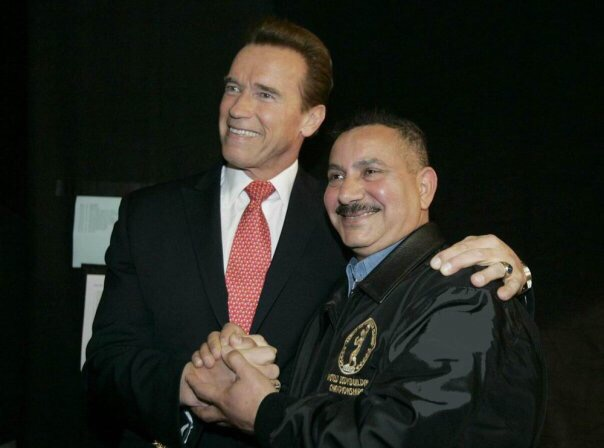
لقاء صباح مع أرنولد شوارزنيجر

## علاقته ب أرنولد شوارزنيجر
ومن الأشياء الجدير ذكرها في حياة البطل والمدرب صباح طالب، علاقته الوطيدة بالبطل الكبير (ارنولد شوارزنيجر) اسطورة كمال الأجسام على مر العصور، فقد تعرف عليه لأول مرة كالكثيرين من خلال صوره التي كانت تنشر بالمجلات الرياضية، وكان بالنسبة له شيء خرافي، أو شيء بعيد عن الخيال، فحصل على عنوانه من مجلة (Muscle Building) الأمريكية، وأرسل له رسالة وقام (ارنولد) بالرد على رسالته بنفسه، وكانت سعادته لا توصف وقتها، وواصل مراسلته له بالبريد وكان في كل مرة يرد عليه ولم ينساه أبدا حتى انقطعت الرسائل بينهما عام 1981 . 
وفي عام 2003 بعد سقوط نظام صدام قام بتغيير اسم الصالة التي امتلكها بالعراق من (دار الأجسام الرشيقة) إلى (ارنولد كلاسيك) حيث كانت الأسماء الأجنبية لا يسمح بها في أيام حكم الرئيس الراحل صدام حسين. 
تقع هذه الصالة في قلب بغداد وقرب تمثال صدام الذي سقط وسط بغداد، كما تحيط بها عن قرب اغلب وكالات الأنباء الإخبارية الأجنبية التي ترددت عليه كثيرا لمعرفة قصة الصالة، حتى جائه يوما أحد الصحفيين وعرفه بنفسه على أن يسمح له بالتقاط بعض الصور للصالة التي كان يزينها أكثر من 150 صورة للبطل ارنولد خلال مراحل حياته المختلفة، مما لفت ذلك نظره، ثم عاد نفس الصحفي في عصر ذلك اليوم ليخبره بان أرنولد شوارزنيجر موجود بنفسه في بغداد ويرغب برؤيته ومقابلته بعد ان تعرف على اسمه، ومن يومها عادت العلاقة بينهما امتن وأقوى من السابق، وقد دعاه للسفر وزيارته في كاليفورنيا بأمريكا وحضور بطولة ارنولد كلاسيك للمحترفين التي ينظمها كل عام في كولومبوس أوهايو، وسافر بالفعل لزيارته وتكررت دعوته له مرات عديدة، إلا انه بعد وفاة ابنهِ علي أعتكف عن السفر.

## ولده علي
كان ولده علي من مواليد 1990 وقد ألح عليه والده البطل والمدرب الدولي صباح للمواظبة بالتدريب لأنه كان لا يرغب ولا يحب رياضة كمال الأجسام بل وصل به الأمر إلى كرهه الشديد لها، وبعد إصراره له تدرب بشكل متقطع بين فترة وأخرى وأصبح بطل العراق للشباب وحصل على المركز الأول للأعوام 2007 و2008 و2009 رغم صغر سنه وبطل العراق الثاني للمتقدمين بوزن 85 كلغ، أما مشاركاته الخارجية فحصل على المركز الأول في بطولة العرب للشباب عام 2008 ، كما شارك ببطولة العالم للشباب وأحرز المركز الخامس 2010 في تركيا، وخلال أستعداده للتحضير لبطولة العالم للشباب 2011 حصل له حادث غرق عندما كان يأخذ حمام شمس، بالطبع كانت صدمة قاسية ومؤلمة له وللعائلة ولكل وأصدقائه، وقد غيرت فيه الكثير.
بالرغم من وفاة ولده والالم الكبير الذي خلفه له لم يترك يوما رياضته التي عشقها منذ نعومة أظافره، فبقية رياضته مترسخة في ضميره وقلبه الى الان وهذا ما جعل ابنه الثاني البطل الصغير الذي واكب اباه البطل صباح طالب واخيه المرحوم علي حيث شق طريقه هو الاخر نحو هذه الرياضة التي غرست في نفوسهم المسيرة نحو النجاح تلو النجاح بل التألق فأصبح عبد الله الابن الثاني بطلا ففاجيء الجميع بفوزه الكبير ببطولة آسيا حائزا المركز الاول بالميدالية الذهبية عام 2019 في أول مشاركة وأول بطولة له وكانت مفاجأة للوسط الرياضي بشكل عام نتيجة حققها بكل جدارة ، ولكن أبان وباء ال كرونا ... 
توقفت الرياضة وبشكل عام كل الحياة الاجتماعية والاعمال ، ولكن عند بداية عام 2021 في اول نيسان اشترك البطل ابنه البطل عبد الله صباح ببطولة العالم Siberian Power Show" 2021"  في روسيا وحقق افضل واروع نتيجة أذ حصل على المركز الاول لجميع الاوزان لفئة الشباب واشترك في نفس البطولة للمتقدمين (بوزن 80 كغم متقدمين ) واحرز المركز الرابع وكانت ايضا نتيجة موفقة وجيدة جدا نسبة الى المتنافسين الذين معه من ابطال العالم. وفي نفس العام 2021 تلقى دعوة للمشاركة ببطولة آرنولد كلاسيك في أسبانيا ( مجرد مشاركة ) .  
وكانت آخر مشاركة للبطل العالمي عبد الله صباح طالب في البطولة العالمية للمتقدمين "بطولة الجائزة الكبرى "GRAND PRIX  في ارمينيا 2023حيث على حصل الوسام البرونزي المركز الثالث لوزن 80 كغم ببطولة المتقدمين .
وكما تألق صباح طالب بطلا في فترة الثمانينيات كبطل دولي كبير ومدرب متطور وناجح ، ها هو يعيش أزهى حالات التألق كمدرب كبير وصانع لأبطال العراق والعرب الكبار ولهُ شعبية ومكانة قوية جدا لدى المولعين برياضة كمال الاجسام والفتنس من خلال نشره العديد من المقالات الثقافية وبرامج التغذية والأبحاث العلمية والابتكارات وأحدث الطرق والنظريات الاساليب في علم التدريب الحديث لتطوير رياضة كمال الأجسام والرشاقة كما خرج أجيال عديدة من عمالقة كمال الاجسام العالمية ، وبهذا رسخ وبصم اسمه إلى قائمة عظماء رياضة كمال الأجسام في بلادنا العربية.